# KASHIWA Daisuke
KASHIWA Daisuke（カシワダイスケ）は日本の音楽家、柏大輔によるソロユニットである。広島出身、東京在住。自身の創作活動の他、劇伴作曲家、リミキサー、マニピュレーター、ミックス & マスタリングエンジニアとしても活動。

## 概要
2006年にドイツのレーベルonpaより、1stアルバム「april.#02」にてデビュー。
主にエレクトロニカのジャンルに分類されるが、プログレッシブ・ロック、現代音楽からの影響を強く受けている。
アルバム毎に全く異なったコンセプトをもつ作風が特徴で、プログレッシブロックやハードコア、ダンスミュージック、ピアノソロ、ポップス等、様々なジャンルを手がける。
2013年公開の新海誠監督作品「言の葉の庭」の音楽を担当。 またこれまでに多数のCM音楽、国内外の劇判などを手がける。

## 来歴
1978年4月　広島市に産まれる。現在は東京在住。
2006年 ドイツのレーベル、onpaより1st 「april.#02」をリリース。
2007年 MIDI Creative / nobleより、2nd 「program music I」 を発表。ベルリン、フランクフルトを巡る、ドイツツアーを敢行。
2009年 MIDI Creative / nobleより、3rd 「5 Dec.」 をリリース。ヨーロッパ8都市を廻るツアーを敢行し、世界三大クラブの一つ 「Berghain」(ベルグハイン／ベルリン)や、ドイツ最大の野外フェス 「Fusion Festival 2009」 にも出演。Kluster(後のCluster)やAlec Empire(Atari Teenage Riot)等と競演する。
2010年 マカオ、香港を巡るアジアツアーを行う。
2011年 world's end girlfriend 率いるVirgin Babylon Recordsに移籍。ピアノアルバムである4th 「88」 をリリース。2012年 5th「Re:」をリリース。台湾ツアー、ロシアツアーをそれぞれ行う。
2013年 新海誠 監督作品 「言の葉の庭」 で音楽を担当。2014年 nobleより、「april.#02」 リマスター盤をリイシューリリース。1月、台湾ツアーを行う。3月、中国主要9都市をツアーで巡る。11月、6th「9 Songs」を、piana主催のguns N' girls Recordsよりリリース。
2015年 7月、国際交流基金(The Japan Foundation)の主催により、中国南京で講演会＆レクチャーを行う。11月、カザフスタンツアーを行う。
2016年 1月、黃飛鵬 (fei pang Wong) 監督作品 「十年 - 冬蟬」（香港映画） の音楽を担当。2月、過去に活動していたバンド、yodaka のアルバムをRicco Labelよりリリース。4月、7th 「program music II」 をリリース。8月、中国 TVアニメーション番組 「山海宝贝」 の劇伴を担当。
2017年 1月 MONOと台湾Legacyにて公演を行う。また早稲田大学にて特別講師を勤める。5月、中国上海にて公演を行う。また、8th album 「Re:RED」 をリリース。
2018年 上杉昇（WANDS）12年ぶりのオリジナルソロアルバムの、アレンジ・リミックス・ミックス・マスタリングを手がける。
2019年 中国7都市ツアーを行う。
2020年 ライブアルバム 「april.#02 Live」 をインドの Subcontinental Recordsよりリリース。
2021年 これまでの活動の集大成ともいえる1曲52分に及ぶ「sons」収録の 9th 「program music IIl」をリリース。

## 作品

### KASHIWA Daisuke 作品
| リリース年 |     | タイトル          | レーベル               |
| ---------- | --- | ----------------- | ---------------------- |
| 2006年     | 1st | april.#02         | onpa                   |
| 2007年     | 2nd | program music I   | MIDI Creative / noble  |
| 2009年     | 3rd | 5 Dec.            | MIDI Creative / noble  |
| 2011年     | 4th | 88                | Virgin Babylon Records |
| 2012年     | 5th | Re:               | Virgin Babylon Records |
| 2014年     | 6th | 9songs            | guns N' girls Records  |
| 2016年     | 7th | program music II  | Virgin Babylon Records |
| 2017年     | 8th | Re:RED            | Virgin Babylon Records |
| 2020年     | 9th | program music IIl | Virgin Babylon Records |

### 再販 & ライブアルバム
| リリース年 |          | タイトル       | レーベル               |
| ---------- | -------- | -------------- | ---------------------- |
| 2016年     | reissue  | april.#02      | noble Records          |
| 2020年     | ライブ盤 | april.#02 Live | SUBKONTINENTAL RECORDS |

### yodaka
| リリース年 |     | タイトル                   | レーベル    |
| ---------- | --- | -------------------------- | ----------- |
| 2016年     | 1st | Betrayal and Reincarnation | Ricco Label |